# Hymn
Hymn is een lied geschreven John Lees. Het is oorspronkelijk geschreven voor het studioalbum Barclay James Harvest and other short stories van Barclay James Harvest (BJH). Daarop zou het niet verschijnen.
De titel was destijds Hymn to a white lady, white lady staande voor cocaïne. Het nummer gaat erover dat je er steeds meer afhankelijk wordt, totdat je aan een overdosis ervan overlijdt. Lees gebruikte een analogie naar het Christendom, waarbij Jezus opgehemeld wordt tot redder van de mensheid en gekruisigd wordt. Het kwam niet op het album And other stories dat  BJH toen opnam. Er zijn overigens geen opnamen bewaard gebleven van die eerste opzet. Het belandde op de plank.
Lees haalde het weer uit de kast voor het studioalbum Gone to earth uit 1977. De lange oorspronkelijke titel werd ingekort tot Hymn; in die tijd moest binnen de rock alles korter en krachtiger, ondersteund door de opkomst van de punkmuziek. Door de inkorting van de titel ging echter de verbintenis met onderwerp drugsgebruik deels verloren en kwam de nadruk te liggen op het geloof. Het legde BJH geen windeieren. Het nummer met hymneachtige klank begint met Lees op akoestische gitaar, waarbij steeds meer stemmen worden toegevoegd.
Hymn werd in verkorte versie in juli 1977 als single uitgebracht met op de b-kant Our kid’s kid, een nummer ook van Lees, dat nou weer het album Gone to earth niet haalde. Our kid’s kid gaat over de familie Lees; het gaat niet over kleinkinderen zoals de Nederlandse vertaling laat zien (De kinderen van onze kinderen), maar over neven en nichten; broers en zusters worden binnen een Brits dialect omschreven als Our kids.
Een succes werd de single niet (nergens hitnoteringen) of het moet zijn als onderdeel van het album dat met name in Duitsland goed verkocht. In Engeland kwam het al helemaal niet van de grond; de British Broadcasting Corporation (BBC) vond het voor een single niet geschikt voor airplay in de zomer, ze vonden het te veel een kerstlied.
Al deze aanwijzingen hadden er toe kunnen leiden dat het nummer al snel in de vergetelheid had kunnen raken; niets werd minder waar. Hymn zou met Mocking bird uitgroeien tot een BJH-evergreen, dat menig concert van BJH zou afsluiten. Lees moest er daarbij soms weer op wijzen dat het over drugsgebruik gaat. Hij droeg het nummer tijdens concerten vaak op aan Paul Kossoff, Janis Joplin en Jimi Hendrix, popmusici die jong ten onder gingen aan drugs. Het nummer sluit daarbij af met Lees Yeah schreeuwend, waarbij het publiek dan terugschreeuwt. Het gejoel is op de later verschenen livealbums steeds terug te horen.
Every album, every song meldde dat dit nummer van BJH nog gecovered werd en nog wel door klassiek sopraan Sarah Brightman; de binding met cocaïne is dan ver weg.